# 26 personas para salvar al mundo
26 personas para salvar el mundo es una serie documental conducida por el periodista Jorge Lanata, producida para Infinito en 2011.

## Reseña
«26 personas para salvar al mundo» Es una serie de documentales basada en entrevistas a personas de todo el mundo que opinan sobre la idea de cómo salvar el mundo.
Las primeras imágenes de la serie son de Temple Church, Londres, donde Lanata cuenta cómo y por qué comienza a hacer este recorrido. Durante el rodaje de otro documental, el periodista encuentra un texto de época que parece ser una profecía y dice que se necesitan 26 personas para salvar el mundo. A lo largo de la serie, Lanata buscará a estas 26 personas.

"El caracol muestra que las matemáticas y la naturaleza se parecen (...) hay un orden que quizás tenga un mensaje".
Jorge Lanata en 2011.

### Primera temporada
| El Caracol                    | En este episodio Lanata entrevista a David Carpenter, profesor de historia medieval y al doctor David Solomon, profesor de teoría numérica en el King's College. En Los Ángeles, Estados Unidos conversa con Yehuda Berg el rabino que dirige el Centro Internacional de Kabbalah. En Londres, Reino Unido habla con el escritor Martin Amis. En Leeds, West Yorkshire entrevista al sociólogo Zygmunt Bauman. En Montevideo, Uruguay, conversa con el escritor Eduardo Galeano. En una plaza de Notting Hill habla con la especialista en religión comparada, Karen Armstrong. |
| El Cartógrafo                 | En Nueva York, Estados Unidos, Lanata entrevista al Dr. Carter Emmart, director de astrovisualización del Museo Americano de Historia Natural y uno de los autores del Digital Universe Atlas. |
| El hombre más feliz del mundo | En Katmandú, Nepal, Lanata conversa con el monje budista de origen francés Matthieu Ricard. |
| El Intérprete                 | Lanata presenta a Robert Gupta, el violinista más joven de la Orquesta Filarmónica de Los Ángeles. Un talentoso músico que asegura que la música cura, y que por eso se dedica a ayudar en centros carenciados. |
| El Buscador                   | En este episodio aparece Jimmy Wales, el creador de Wikipedia, contando su visión e ideas sobre Internet y el mundo. |
| El Padre                      | Lanata visita en Oslo, Noruega, a Jan Arntzen, quien en 1965 adoptó a 33 niños tibetanos que escapaban del gobierno Chino. Conversa con sus dos hijas y con algunos de los chicos tibetanos que fueron adoptados por Jan. |
| La Red                        | Lanata conversa en Buenos Aires, Argentina, con Juan Carr, el Fundador de Red Solidaria. Este episodio muestra, además, el trabajo solidario de Manuel Lozano, director de Red Solidaria y en París, Francia, el de Jacques Attali fundador de Planet Finance. |
| El Inventor                   | Este episodio está dedicado al proyecto One Laptop Per Child y su implementación en Uruguay a cargo de Miguel Brechner, director del Plan Ceibal. Lanata llega al Instituto Tecnológico de Massachusetts en busca de Nicholas Negroponte, un hombre que en 2005 tuvo una idea que le cambió la vida a millones de niños: desarrollar computadoras portátiles de sólo 100 dólares de costo y con conectividad para repartir en las escuelas de los países más pobres del mundo.                                                                                                  |
| Las Puertas                   | En Medellín, Colombia, la lucha contra la violencia y el narcotráfico se combate con educación (Parques Biblioteca) y con arte. Lanata habla con los residentes de Medellín; con el músico Juanes de la Fundación Mi Sangre y con el intendente que se propuso achicar la puerta de la violencia, Sergio Fajardo. |
| Los Indignados                | Miles de hombres y mujeres que salieron a la calle a reclamar por sus derechos, una revolución contra un sistema político y económico que los deja afuera. En Madrid, España, Lanata conversa con Sofía De Roa, portavoz del Movimiento 15-M y con Fabio Gándara, portavoz de Democracia Real Ya. En Francia analiza las situación con el economista Jacques Attali. En Washington, Estados Unidos, conocemos la historia de Myke Prisner, un exsoldado estadounidense. |

### Segunda temporada
| El Viento           | Repaso de lo más importante de la primera temporada para volver a comenzar una búsqueda. Resuenan las voces de quienes protagonizaron los episodios anteriores y guían hacia una nueva búsqueda para esclarecer ideas. |
| Hombres de Aluminio | La robótica al servicio de la humanidad. Robots, humanoides, inteligencia artificial, términos que nos remiten a la ciencia ficción, pero están mucho más cerca de lo que creemos, ya se usan en rescates, guerras, etc. Lanata conoce a David Hanson, diseñador de robots humanoides; Robin Murphy, fundadora de Robots sin Fronteras y Peter Singer, experto en robótica militar. |
| El Hambre           | Lanata muestra la historia de la pelea contra el hambre. El doctor Abel Albino es el creador de CONIN y el responsable de esta lucha contra la desnutrición infantil en Argentina. |
| El Guerrero         | Lanata conversa con Emmanuel Jal el cantante y exniño soldado en Kenia. Un episodio que muestra que la educación es la mejor herramienta para transformar el futuro y construir un mundo mejor. |